# Sacculina ternatensis
Sacculina ternatensis is een krabbezakjessoort uit de familie van de Sacculinidae. De wetenschappelijke naam van de soort is voor het eerst geldig gepubliceerd in 1950 door Boschma.